# 蒂萨
蒂萨是德国图林根州的一个市镇。总面积4.11平方公里，总人口139人，其中男性73人，女性66人（2011年12月31日），人口密度34人/平方公里。